# Voetbalkampioenschap van Santiago (Zuid)
Voetbalkampioenschap van Santiago (Zuid) is de regionale voetbalcompetitie van Santiago eiland dat tot Kaapverdië behoort. Het is het enige Kaapverdisch eiland dat ook nog een tweede voetbalcompetitie heeft genaamd Second Level. De winnaar speelt in de Kaapverdisch voetbalkampioenschap. Sporting Clube da Praia heeft de meeste titels, namelijk acht.

## Clubs in het seizoen 2006/07
- Desportivo da Praia
- Vila Nova
- Academica
- Desportiva do Bairro
- Vitoria
- Sporting Clube da Praia
- CD Travadores
- Lapaloma
- Celtic
- FC Boavista

## Winnaars

### Voetbalkampioenschap van Santiago
- 1959/60 : CD Travadores
- 1960/61 : Sporting Clube da Praia
- 1962/63 : FC Boavista
- 1964/65 : Académica (Praia)
- 1966/67 : Académica (Praia)
- 1967/68 : CD Travadores
- 1968/69 : Sporting Clube da Praia
- 1971/72 : CD Travadores
- 1972/73 : Vitória
- 1973/74 : Sporting Clube da Praia
- 1984/85: Sporting Clube da Praia
- 1987/88: Sporting Clube da Praia
- 1988/89: Academica
- 1990/91: Sporting Clube da Praia
- 1992/93 : FC Boavista
- 1993/94 : CD Travadores
- 1994/95 : FC Boavista
- 1995/96 : CD Travadores
- 1996/97: Sporting Clube da Praia
- 1997/98 : Sporting Clube da Praia
- 1998/99: Geen competitie
- 1999/00 : CD Travadores
- 2000/01: Geen competitie
- 2001/02: Sporting Clube da Praia

### Voetbalkampioenschap van Santiago (Zuid)
- 2002/03: CD Travadores
- 2003/04: Academica
- 2004/05: Sporting Clube da Praia
- 2005/06: Sporting Clube da Praia
- 2006/07: Sporting Clube da Praia
- 2007/08 : Sporting Clube da Praia
- 2008/09 : Académica (Praia)
- 2009/10 : Sporting Clube da Praia
- 2010/11 : FC Boavista
- 2011/12 : Sporting Praia
- 2012/13 : Sporting Praia
- 2013/14 : Sporting Praia
- 2014/15 : FC Boavista